# Greve Moltke

Greve Moltke (litografi av målning av Henriette Sjöberg (1842–1915)).

Greve Moltke är en allmänt odlad päronsort som härstammar från Danmark. Det är en tämligen lättodlad päronsort, som förordas till odling inom odlingszonerna I-II.

## Beskrivning

### Träd
Trädet växer tämligen kraftigt med hängande skott och grenar och får medelstor krona. Bördigheten är mycket rik, dock ej tidigt inträdande. Angrepp av parasitsvampar förekommer endast sällan.

### Frukt
Frukten är stor, brett äggrund, gröngul och antydan till rodnad förekommer stundom. Köttet är tämligen fint, saftigt, sött, välsmakande och aromatiskt. God bordsfrukt, mycket användbar även i hushållet, mogen i oktober och hållbar några veckor. Sorten som tidigare ansågs härdig, har under senare vintrar skadats svårt. Trivs ej på dvärggrundstam.